# Masato Akamatsu
Pour les articles homonymes, voir Akamatsu (homonymie).
Masato Akamatsu (赤松 真人, Akamatsu Masato) (né le 6 septembre 1982 à Fushimi-ku (Kyoto)) est un voltigeur de baseball qui évolue pour les Hiroshima Toyo Carp de la ligue Nippon Professional Baseball, au Japon.
En août 2010, Masato fait la manchette à l'extérieur du Japon pour un spectaculaire attrapé qui prive Shuichi Murata d'un coup de circuit. Le jeu lui vaut des comparaisons avec Spider-Man,.